# Maximilian von Spreti

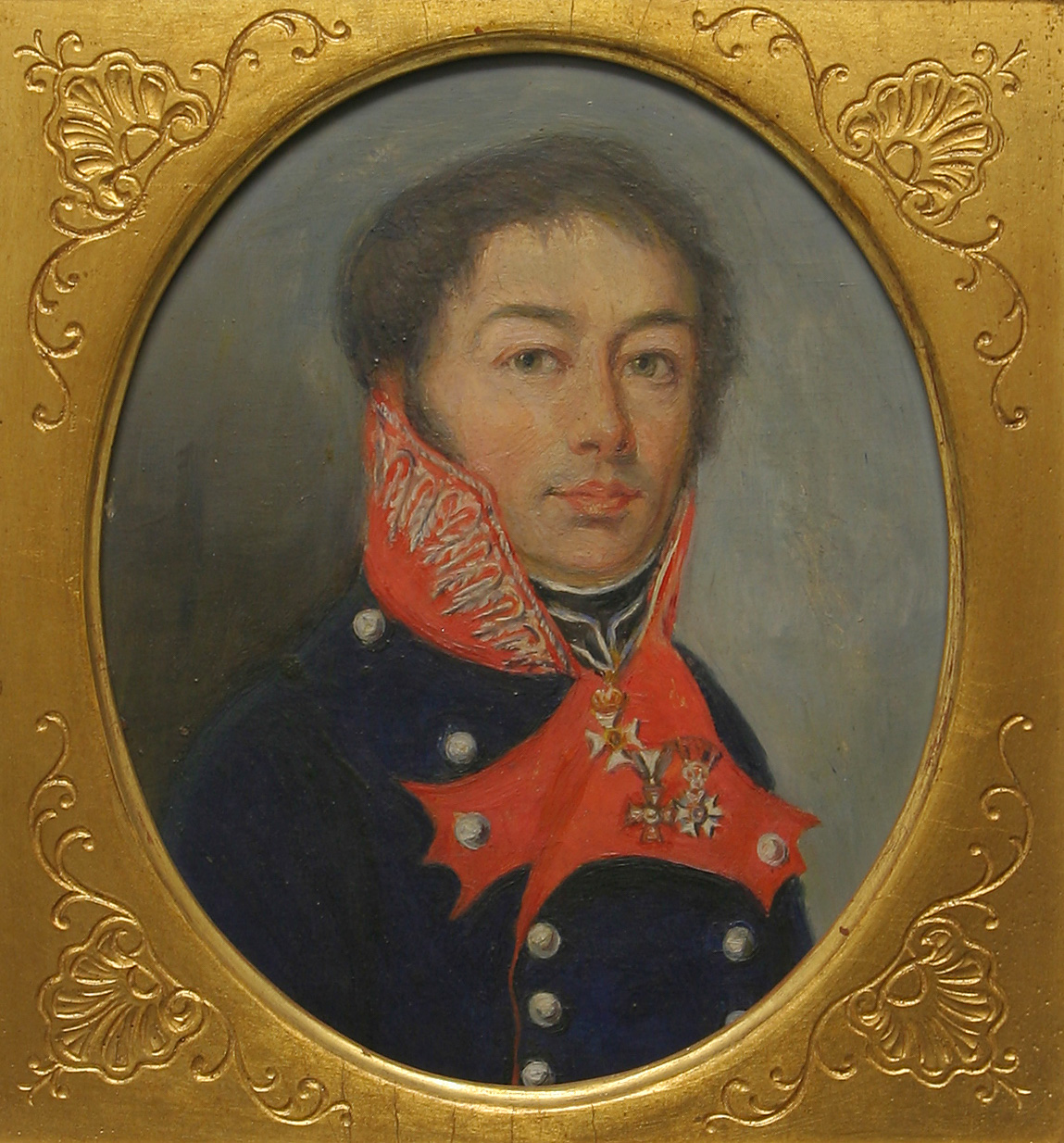
Maximilian Graf von Spreti (1766 bis 1819), bayerischer Generalmajor

Maximilian Graf von Spreti (* 16. Juli 1766 in Straubing; † 29. September 1819 in München) war ein deutscher Offizier. Er entstammte einer italienischstämmigen Soldatenfamilie, wurde ein hoch dekorierter Offizier der bayerischen Armee und brachte es bis zum Generalmajor.

## Leben
Die aus Italien stammende Familie Spreti gelangte zu Beginn des 18. Jahrhunderts an den Hof des Kurfürsten Max Emanuel. 
Der Großvater Graf Hieronymus von Spreti (1695–1772) erreichte den Rang eines Feldmarschallleutnants und war verheiratet mit Maria Caroline Charlotte von Ingenheim (1704–1749), der ehemaligen Favoritin des Kurfürsten bzw. Kaisers Karl Albrecht von Bayern, mit dem zusammen sie einen Sohn hatte der das Adelsgeschlecht der Grafen von Holnstein aus Bayern begründete.
Geboren als Sohn des kurfürstlichen Kammerherrn, Georgiritters und Hauptmanns Joseph Graf von Spreti und dessen Gattin Elisabeth, geborene Gräfin von Paradies, war Maximilian Graf von Spreti bereits im Alter von einem Jahr Fähnrich im Graf Daunischen Regiment und im Churprinz-Regiment, wofür er bereits Gehalt erhielt, obwohl er in den Ranglisten ausdrücklich als „minderjährig“ vermerkt ist. Am 19. November 1784 zum Unterleutnant im Infanterieregiment „Rodenhausen“ befördert, wurde er am 14. März 1788 zum Leibregiment versetzt, wo er am 3. Februar 1790 die Beförderung zum Oberleutnant erhielt. Am 22. August 1792 wurde er zum Hauptmann beim 2. Feldjägerregiment „Salern“ ernannt und nahm an den Feldzügen gegen die französischen Revolutionsarmee teil. Im Gefecht bei Fröschweiler am 19. Dezember 1793 wurde Hauptmann von Spreti von seinem Vorgesetzten Graf von Taxis ausdrücklich wegen seiner Standhaftigkeit und Tapferkeit gelobt.
Nach der Belagerung von Mainz und nach dem Sturm auf die Zahlbacherschanzen erstattete sein Kontingentskommandant Graf Ysenburg am 7. Dezember 1794 dem Kurfürsten Carl Theodor Meldung über seine militärischen Kenntnisse, seine Standhaftigkeit und seinen Mut. Dafür wurde ihm am 19. Februar 1795 mit dem Militärehrenzeichen verliehen.
Am 20. April 1796 zum Major und Bataillonskommandeur befördert, nahm er im Sommer 1796 mit seinem Bataillon an den Gefechten bei Ahlen, Neresheim und Nördlingen, Deining und Neumarkt sowie an der Schlacht um Würzburg teil, wo er sich mehrmals besonders auszeichnete. In Würzburg war er zudem Stadt- und Festungskommandant. Im Jahre 1798 erfolgte die Versetzung zum 1. Füsilierregiment „Wilhelm zu Pfalz-Birkenfeld“, wo er nach Beförderung zum Oberstleutnant (4. Juni 1800) unter dem Kommando des Kommandeurs der ersten Brigade, Generalmajor von Deroy, an den Gefechten gegen Frankreich auf der Weidenbühlerhöhe (5. Juni 1800) und bei Neuburg an der Donau (27. Juni 1800) ehrenvoll teilnahm.
Nach dem Feldzug gegen Österreich im Jahre 1805 wurde ihm mit Armeebefehl vom 1. März 1806 das Kommandeurkreuz des Militär-Max-Joseph-Ordens verliehen.
Im Feldzug gegen Preußen 1806/07 zeichnete er sich als Kommandeur des II. Bataillons des 1. Füsilierregiments, nunmehr 6. Linien-Infanterie-Regiments „Herzog Wilhelm“, besonders bei Glatz aus. Am 27. April 1807 zum Oberst befördert, erkrankte er während des Feldzugs gegen Österreich 1809, so dass er um eine Garnisonsverwendung ersuchte.
Doch bald nach seiner Genesung übernahm er wieder sein Regiment, wurde jedoch im Gefecht bei Terfens nächst Schwaz (15. Mai 1809) so schwer verwundet, dass er erst wieder im Oktober 1809 die Führung über das Regiment übernehmen konnte. Am Bergisel eroberte er am 1. November 1809 die tirolischen Stellungen im Zuge der Vels.
Am 23. März 1810 wurde von Spreti zum Oberstkommandant von Augsburg ernannt. Zwei Jahre später (23. Februar 1812) erfolgte die Versetzung als Kommandant von Ingolstadt. Am 4. September 1813 zum Generalmajor befördert, nahm er am Krieg gegen Frankreich 1815 teil und erhielt danach das Kommando über die 4. Infanteriebrigade.
Graf von Spreti starb am 29. September 1819 in München.